# 毕苏人
毕苏人是亚洲民族，主要分布在中国、泰国、缅甸和老挝交界一带。人口近1万，其中在中国境内有5000余人，属中国未识别民族。
在中国的毕苏人主要分布在云南省南部的澜沧、勐海和西盟地区，常与其他民族混杂而居。他们操毕苏语，属汉藏语系藏缅语族缅彝语群。很多毕苏人都是双语或多种语言的使用者。